# 紫颊直嘴太阳鸟
紫颊直嘴太阳鸟（学名：Chalcoparia singalensis）为太阳鸟科直嘴太阳鸟属的鸟类。分布于尼泊尔、孟加拉、东至缅甸、泰国、老挝、柬埔寨、越南、马来西亚、印度尼西亚以及中国大陆的云南等地，一般栖息于热带和海拔800米以下的平坝常绿阔叶林以及或江畔寨边的丛林间。该物种的模式产地在印度尼西亚的爪哇,及马来西亚的马六甲。

## 亚种
- 紫颊直嘴太阳鸟云南亚种（学名：Chalcoparia singalensis koratensis）。分布于泰国、老挝、柬埔寨、越南以及中国大陆的云南等地。该物种的模式产地在泰国北部LaBuaKao。[2]